# 孔宗翰
孔宗翰（11世纪？—1088年），字周翰，北宋兖州曲阜县人，孔子四十六代孙，孔道辅次子。

## 生平
孔宗翰中进士第，知仙源县，为政有条理，不以私情枉法。王珪、司马光等上章推荐，由通判陵州转任夔峡转运判官，提点京东刑狱、知虔州。治理章水、贡水。历知陕州、扬州、洪州、兖州诸州，有治绩。宋哲宗初年，吏民上书以千数，司马光采阅其中可用者十五人，称奖二人，孔宗翰第一。宋哲宗元祐初年，召为司农少卿，转任鸿胪卿。因孔宗翰进言，改衍圣公为奉圣公，不领他职，给庙学田万亩，赐国子监书，立学官以教诲其子弟。元祐三年进刑部侍郎，得病求去职，以宝文阁待制知徐州，没有就任就去世了。

## 后裔
孔宗翰的后裔被称作孔氏四支五位中的侍郎位，其后在明清时分为三派十二户：
- 孔恢，字宏之，奉直大夫
  - 孔松，宣教郎、佥书泰宁军节度判官公事
    - 孔班
      - 孔挥，字文发，省委提领监修祖庙
        - 孔元石，省委提领监修祖庙
          - 孔之文，字才叔，权主祭祀事、提领监修林庙，赠嘉议大夫、礼部尚书
            - 孔淑，字世仪，赠中奉大夫、河南江北等处行中书省参知政事，后代为孔氏第十派
              - 孔思遵，字从道
                - 孔克绍，字勉夫
                  - 孔希先，后代为孔氏第30户华店户

              - 孔思迪，字凝道
                - 孔克昌，字耆夫
                  - 孔希毅，后代为孔氏第31户古城户
                  - 孔希彧，字士文
                    - 孔䚸，后代为孔氏第32户岗山户
                    - 孔谕，后代为孔氏第33户鲁城户
                    - 孔言，后代为孔氏第34户孔屯户

              - 孔思永，字常道
                - 孔克康，后代为孔氏第35户西城户

              - 孔思礼，字安道
                - 孔克振，后代为孔氏第36户旧城户
- 孔惇，字厚之，朝散大夫
- 孔忱，字诚之，儒林郎
- 孔恂，字信之，奉议郎
  - 孔镗
    - 孔𤣱
      - 孔櫏
        - 孔元恩
          - 孔之英
            - 孔泗，后代为孔氏第十一派
              - 孔思福
                - 孔克先，后代为孔氏第37户吕官户

            - 孔滨，字鲁臣，洙泗书院山长，后代为孔氏第十二派	
              - 孔思范，字禹道
                - 孔克砥，后代为孔氏第38户林前户

              - 孔思政，字近道
                - 孔克渊，后代为孔氏第39户防西户
                - 孔克一，后代为孔氏第40户林门户
                - 孔克中，后代为孔氏第41户官庄户